# ديفيد ر. غودارد
ديفيد ر. غودارد (بالإنجليزية: David R. Goddard)‏ هو عالم أحياء أمريكي، ولد في 3 يناير 1908، وتوفي في 9 يوليو 1985.